# Mark Bolsterli
Mark Bolsterli (New Haven, 3 de octubre de 1930-Santa Fe, 19 de mayo de 2012) fue un físico teórico estadounidense, especializado en física nuclear.

## Biografía
Nació en New Haven, Connecticut, asistió a la preparatoria en Webster Groves, Missouri. Se graduó en 1955 en la Universidad de Washington en St. Louis con un doctorado en física. Su tesis doctoral A perturbation procedure for bound states of nuclei fue supervisada por Eugene Feenberg.
Recibió una beca Fulbright para Inglaterra para el año académico 1955-1956, una beca para el Instituto Niels Bohr para el año académico 1961-62 y una beca Guggenheim para la Universidad de Oxford para el año académico 1964-65.
En la Universidad de Minnesota fue profesor entre 1959 y 1969. Fue miembro del personal de la División de Física Teórica del Laboratorio Nacional de Los Álamos desde 1969 hasta 1991, cuando se jubiló. Realizó investigaciones sobre la estructura de los núcleos atómicos y la física matemática. Fue elegido en 1963 miembro de la Sociedad Estadounidense de Física.
Su primera esposa, Margaret Jones, a quien conoció a principios de la década de 1950 cuando ambos eran estudiantes de posgrado en la Universidad de Washington en St. Louis, se convirtió en una conocida autora. Tuvieron dos hijos, Eric y David. Durante la década de 1960, Mark y Margaret Bolsterli se divorciaron. En 1971, conoció a su segunda esposa, Judith "Judy" Costlow. Se casaron y durante los años de su matrimonio "esquiaron, hicieron senderismo y montaron bicicleta en muchas partes del mundo". Mark y Judy Costlow en 1976 viajaron en bicicleta desde Missoula, Montana hasta el Parque Nacional de Yellowstone y luego a Jackson Hole, Wyoming. En 2007, la pareja realizó un recorrido en bicicleta desde Bariloche, Argentina, hasta Puerto Montt, Chile.
Falleció en 2019, a los 81 años, por complicaciones de la enfermedad de Parkinson. Le sobreviven su esposa y dos hijos.

## Publicaciones seleccionadas
- Bolsterli, Mark; Feenberg, Eugene (1956). «Perturbation Procedure for Bound States of Nuclei». Physical Review 101 (4): 1349-1357. Bibcode:1956PhRv..101.1349B. doi:10.1103/PhysRev.101.1349.
- Brown, G. E.; Bolsterli, M. (1959). «Dipole State in Nuclei». Physical Review Letters 3 (10): 472-476. Bibcode:1959PhRvL...3..472B. doi:10.1103/PhysRevLett.3.472. (over 400 citations)
- Kromminga, A. J.; Bolsterli, M. (1962). «Perturbation Theory of Many-Boson Systems». Physical Review 128 (6): 2887-2897. Bibcode:1962PhRv..128.2887K. doi:10.1103/PhysRev.128.2887.
- Bolsterli, M. (1963). «Invariant Functions in Nonrelativistic Theory». Physical Review 129 (6): 2830-2834. Bibcode:1963PhRv..129.2830B. doi:10.1103/PhysRev.129.2830.
- Bolsterli, M.; Jezak, E. (1964). «Vector Harmonics for Three Identical Fermions». Physical Review 135 (2B): B510-B515. Bibcode:1964PhRv..135..510B. doi:10.1103/PhysRev.135.B510.
- Bolsterli, M.; MacKenzie, J. (1965). «Determination of separable potential from phase shift». Physics Physique Fizika 2 (3): 141-149. doi:10.1103/PhysicsPhysiqueFizika.2.141.
- Bolsterli, M. (1965). «Galilean invariance and Green functions for bound systems». Nuclear Physics 66 (2): 369-375. Bibcode:1965NucPh..66..369B. doi:10.1016/0029-5582(65)90185-9.
- Bolsterli, M.; Gibbs, W. R.; Kerman, A. K.; Young, J. E. (1966). «Intermediate-Structure Strength Function». Physical Review Letters 17 (16): 878-880. Bibcode:1966PhRvL..17..878B. doi:10.1103/PhysRevLett.17.878.